# Generator Marxa

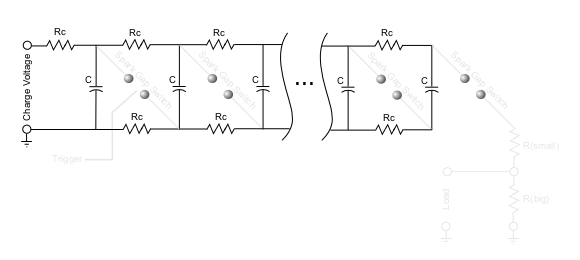
Schemat elektryczny w fazie ładowania

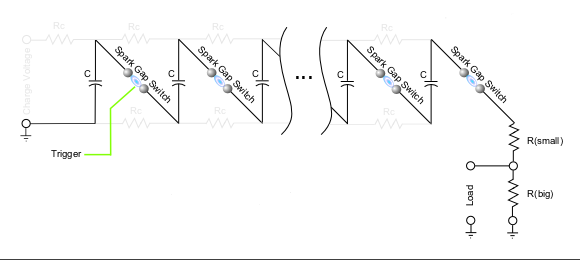
Schemat elektryczny w fazie rozładowania

Generator Marksa – skonstruowane przez Erwina Marksa w 1924 urządzenie wytwarzające bardzo wysokie napięcie impulsowe (nawet rzędu wielu milionów woltów). Generator Marksa w Sandia National Laboratories był elementem Z-maszyny stosowanej do wytwarzania promieniowania rentgenowskiego.
Układ składa się z wielu kondensatorów, oporników i iskierników. Urządzenie zasilane jest ze źródła prądu stałego o wysokim napięciu. Kondensatory połączone równolegle poprzez oporniki są ładowane ze źródła zasilania. Po naładowaniu kondensatorów do napięcia wywołującego iskrę na iskierniku następuje przepływ prądu przez iskierniki łączące kolejne kondensatory szeregowo. Rezystancja iskierników podczas przepływu przez nie prądu jest mała w porównaniu z rezystancją rezystorów ładujących, dzięki czemu w czasie działania iskrowników otrzymuje się praktycznie szeregowe połączenie kondensatorów. Oznacza to, że napięcie wyjściowe generatora Marksa jest równe sumie napięć na poszczególnych kondensatorach (równych napięciom przebicia iskierników).
Jest to więc klasyczny powielacz napięcia.
Generatory Marksa znajdują zastosowanie w badaniach nad skutkami uderzeń piorunów, były stosowane do przyspieszania cząstek, wytwarzania promieniowania rentgenowskiego. Ze względu na swą prostotę są konstruowane przez amatorów fizyków.